# Mexipsyche pungentis
Mexipsyche pungentis är en nattsländeart som beskrevs av Li in Tian, Li, Yang och Sun, in Chen, editor 1993. Mexipsyche pungentis ingår i släktet Mexipsyche och familjen ryssjenattsländor. Inga underarter finns listade i Catalogue of Life.